# NGC 3432
NGC 3432 هي مجرة حلزونية قزمة تقع في كوكبة الأسد الأصغر (كوكبة). وهو يتفاعل حاليا مع UGC 5983. يمكن أيضا رؤية خيوط المد والجزر وتكوين النجوم المكثف من التفاعل ولهذا السبب تم إدراجها في أطلس المجرات الغريبة في هالتون.

## وصلات خارجية
- NGC 3432 على موقع ويكي سكاي: DSS2, SDSS, GALEX, IRAS, Hydrogen α, X-Ray, Astrophoto, Sky Map, Articles and images